# Jockey

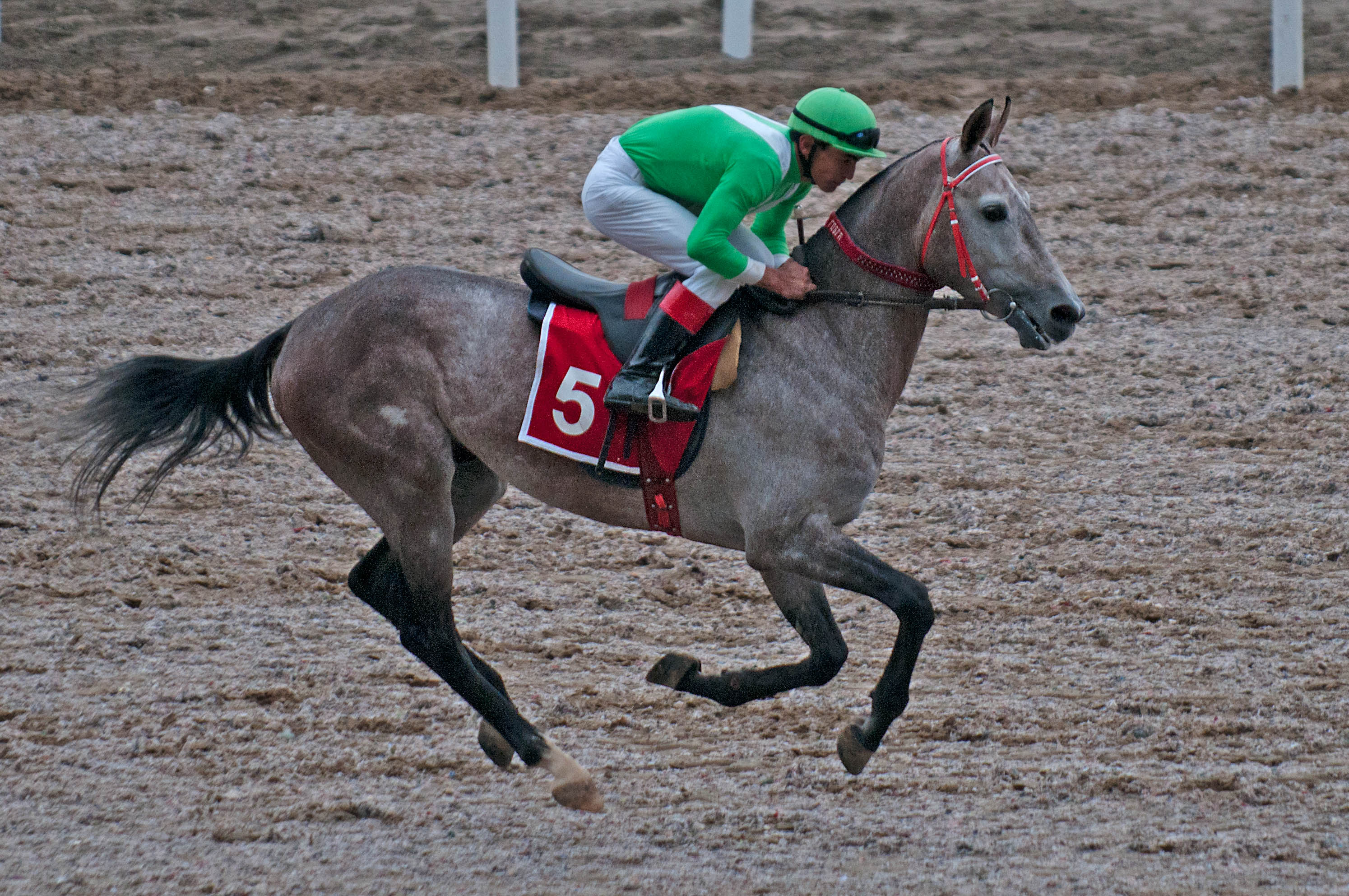
Un Jockey/Yóquey en acción.

Un jockey, yóquey o yoqui es alguien que monta a caballos en carreras de caballos, sobre todo a nivel profesional. La palabra también se aplica a las personas que montan camellos en las carreras de camellos.

## Etimología
La palabra yóquey deriva de la palabra inglesa jockey. Jockey fue originalmente un diminutivo del nombre propio escocés Jack, por lo que podría traducirse como Juanito o Juancito. También se la utiliza genéricamente para "muchacho o compañero", por lo menos desde la década de 1520. Desde la década de 1660 se la utilizó para designar a la "persona que monta a caballo en las carreras". En el argot americano del inglés, se la utiliza como un diminutivo de jock ("hombre atlético").
En castellano es aceptada la acepción yóquey, palabra femenina y masculina y su plural es yoqueis. También se acepta la variante yoqui y su plural yoquis.

## Características físicas
El yóquey promedio tiene una construcción ligera pero atlética y un peso que, por lo general, oscila entre 49 y 54 kg.
De acuerdo a los reglamentos de carreras y según la carrera, los caballos corren con un peso de 48 a 61 kg, incluyendo el equipo del yóquey.
Aunque no existe un límite de altura para los yoqueis, por lo general son bastante bajos debido a los límites de peso. Normalmente miden entre 1,47 m y 1,68 m.
Algunas escuelas de yóquey aprendices fijan como límite máximo para su ingreso: 22 años de edad, 1,60 m de altura y 50 kg de peso.

## El trabajo del yóquey
Por lo general no son empleados, sino que son escogidos por los entrenadores y propietarios de caballos por un salario más una cantidad extra por victoria. En las carreras lucen los colores de la caballeriza del caballo.
Hay premios para los yoqueis ganadores de los Grandes Premios y de las Estadísticas Nacionales.

## Lista de yoqueis profesionales de los hipódromos de Latinoamérica
- Máximo Acosta. Actuó en Argentina. Fallecido.
- Elías Antúnez. Actuó en Argentina. Fallecido.
- Gustavo Ávila. Actuó en Venezuela y en Estados Unidos. Retirado
- Natalio Cirilo Banegas. Actuó en Argentina. Fallecido.
- Ángel Baratucci. Actuó en Argentina. Fallecido.
- Ruperto Donoso. Actuó en Chile y los Estados Unidos. Fallecido.
- Pablo Falero. Actuó en Uruguay y Argentina. Retirado.
- Irineo Leguisamo. Actuó en Uruguay, Brasil y con fama en Argentina. Fallecido.
- Marina Lezcano. Actuó en Argentina. Retirada.
- Laffit Pincay Jr.. Actuó en Panamá y los Estados Unidos. Retirado.
- Edgar Prado. Actuó en Perú y desde 1986 actúa en Estados Unidos.
- Jorge Ricardo. Actúa en Brasil y Argentina. Primero en la estadística mundial de yoqueis.[7]
- José Santos León. Actuó en Chile, Colombia y Estados Unidos. Retirado.
- Jacinto Sola. Actuó en Argentina. Fallecido.
- Edwin Talaverano. Actúa en Perú y en Argentina.
- Jorge Valdivieso. Actuó en Argentina. Retirado.